# بيير فافر
بيير فافر (بالفرنسية: Pierre Favre)‏ (و. 1940 – 2007 م) هو سياسي، من فرنسا، ولد في بلوا، توفي عن عمر يناهز 67 عاماً.

## مناصب
تولى منصب deputy (1993–1997)، وعضو الجمعية الوطنية الفرنسية، ورئيس بلدية.